# Xanthopimpla abnormis
Xanthopimpla abnormis är en stekelart som beskrevs av Krieger 1914. Xanthopimpla abnormis ingår i släktet Xanthopimpla och familjen brokparasitsteklar.

## Underarter
Arten delas in i följande underarter:
- X. a. balteata
- X. a. argus